# Laura Allred
Pour les articles homonymes, voir Allred.
Laura Allred est une coloriste de bande dessinée américaine, connue pour son travail avec son mari Mike Allred.

## Prix et récompenses
- 2012 : prix Eisner de la meilleure colorisation pour iZombie et, Madman All-New Giant-Size Super-Ginchy Special
- 2016 : Prix Harvey de la meilleure coloriste pour Silver Surfer
- 2021 : prix Eisner de la meilleure colorisation pour X-Ray Robot (Dark Horse), Bowie: Stardust et Rayguns & Moonage Daydreams[1]